# 阿尔布鲁克
阿尔布鲁克是德国巴登-符腾堡州的一个市镇。总面积39.69平方公里，总人口7271人，其中男性3654人，女性3617人（2011年12月31日），人口密度183人/平方公里。